# مدينة الجلالة
مدينة الجلالة هي أحد المشروعات التنموية القومية المصرية. يشرف على تنفيذها الهيئة الهندسية للقوات المسلحة بمعاونة القطاع المدني. يشتمل المشروع على مدينة الجلالة وجامعة الجلالة ومنتجعًا سياحيًا يطل على خليج السويس، بالإضافة إلى طريق هضبة الجلالة وطريق العين السخنة- الزعفرانة، الذي يشق جبل الجلالة.

## الموقع
تقام مدينة الجلالة أعلى هضبة الجلالة التي تقع بين العين السخنة والزعفرانة على ارتفاع 700 متر من سطح البحر، بمساحة 17 ألف فدان.
المدينة كاملة المرافق والخدمات وتحتوي على مدينة طبية عالمية، وأول قرية أوليمبية لإقامة الفعاليات الرياضية للدولة، ومناطق سكنية سياحية وأخرى لمحدودي الدخل بالاتفاق مع وزارة الإسكان وكذا مناطق خدمية لقاطني المدينة. يعطي الارتفاع الشاهق للمدينة ميزة مناخية تتمثل في انخفاض درجة الحرارة.

## السياحة

### منتجع الجلالة
يقام منتجع الجلالة السياحي على شاطئ خليج السويس بمنطقة «رأس أبو الدرج» على مساحة 1000 فدان. يضم المنتجع فندقين أحدهم جبلي وآخر ساحلي، الجبلي يضم 300 غرفة و 40 شاليه، بينما الساحلي يضم 300 غرفة و 60 شاليه، إلى جانب غرف وأجنحة مختلفة المستويات ومول متطور وسيتم ربطه بطريق طوله 17 كيلو متر وتليفريك تصممه وتشرف عليه شركة فرنسية بطول 6 كيلو متر، ويتم تنفيذه عن طريق شركة مصرية، بالإضافة إلى مدينة ألعاب مائية ومارينا لليخوت تنفذها كبرى الشركات العالمية لاستيعاب 300 يخت. تم البدء في مشروع المنتجع السياحي منذ شهر أكتوبر 2015.
ويحتوي مشروع الجلالة على حمام سباحة مساحته 400 متر، كما يضم نافورة راقصة في مدخل الفندق، وجراج واسع يستوعب 400 سيارة، ويوجد مبنى الخدمات على مساحة 400 متر، ويتكون المبنى من بدروم ودور أرضي ودور أول، ويتضمن المشروع عدد من الفلل السياحية وشاليهات اليوم الواحد، بالإضافة إلى العديد من المطاعم والكافيهات والسينمات والمولات التجارية.

### منتجع المونت جلالة
قامت على تنفيذه شركة تطوير مصر للتطوير والاستثمار العقاري، ويمتد المنتجع على مساحة 200 فدان.وتم تصميم المنتجع على هيئة مصاطب طبيعية للاستمتاع برؤية بانورامية للبحر.

## التعليم
ستقام جامعة الملك عبد الله بن عبد العزيز على مساحة 100 فدان، ومن المخطط له أن تحتوي على كليات للزراعات الحديثة، وتكنولوجيا توليد الطاقة الشمسية والرياح وكليات التعدين، بالإضافة إلى كلية للطب.

### جامعة الجلالة
تضم الجامعة 15 كلية بمختلف التخصصات، الهندسة، العلوم الإدارية، الصيدلة والصناعات الدوائية، أكاديمية العلوم، الغذاء والصناعات الغذائية، الفنون، العلوم الإنسانية والاجتماع، الإعلام، الطب، طب الفم والأسنان، العلاج الطبيعي، التمريض، العلوم الطبية المساعدة، كلية العلوم، العمارة، بالإضافة إلى مركز دولي للمؤتمرات وإسكان للطلبة وأعضاء هيئة التدريس.
وتعد جامعة الجلالة أحد أربعة جامعات أهلية جديدة، منها أيضا جامعة الملك سلمان الدولية وجامعة العلمين الدولية، وجامعة المنصورة الجديدة، والتي بدأ التدريس في ثلاثة منها في عام 2020. وتعتبر هذه الجامعات الأهلية مؤسسات تعليمية لا تقدم خدمات التعليم المجاني مثل الجامعات الحكومية، ولكنها غير هادفة للربح. ولا تعود ملكية الجامعة الأهلية إلى الأشخاص ولكن إلى جهة اعتبارية أو للدولة.

## الصناعة

### المنطقة الصناعية الجديدة
ستقام المنطقة الصناعية الجديدة على جانب طريق العين السخنة-الزعفرانة، وتشمل إنشاء مصنع للأسمدة الفوسفاتية ومشتقاتها، بطاقة إنتاجية تصل إلى مليون طن في العام وهو من تخطيط وتصميم «جهاز مشروعات الخدمة الوطنية» التابع للقوات المسلحة.
وتضم المنطقة الصناعية مشروع تعظيم الاستفادة من منطقة المحاجر، وهي منطقة تحتوي على العديد من أنواع المواد الخام الحجرية، وهي مشهورة عالميا بإنتاجها رخام الجلالة والذي يتم تصديره، وكذلك خامات أخرى تدخل في صناعات الأسمنت والطفلة ورمل الزجاج. وتوجد شمال غرب خليج السويس بالقرب من ميناء العين السخنة بحوالي 12 كم، وتبعد 38 كم عن محافظة السويس، وتبعد 152 كم عن مطار القاهرة الدولي.

## وصلات خارجية
- الهيئة العامة للاستعلامات
- هضبة الجلالة.. مشروع قومي عالمي على أرض مصر